# Nigidius
Nigidius es un género de coleóptero de la familia Lucanidae.

## Especies
Las especies de este género son:
- Nigidius acutangulus
- Nigidius amplicollis
- Nigidius auriculatus
- Nigidius baeri
- Nigidius bartolozzii
- Nigidius bega
- Nigidius birmanicus
- Nigidius bonneuilli
- Nigidius bubalus
  - Nigidius bubalus bubalus
  - Nigidius bubalus vosseleri
- Nigidius carreti
- Nigidius cartereti
- Nigidius cornutus
- Nigidius crassus
- Nigidius cribricollis
- Nigidius dawnae
- Nigidius decellei
- Nigidius delegorguei
- Nigidius dentifer
- Nigidius didymus
- Nigidius distinctus
- Nigidius divergens
- Nigidius elongatus
- Nigidius endrodi
- Nigidius formosanus
- Nigidius fruhstorferi
- Nigidius gnu
- Nigidius grandis
- Nigidius haedillus
- Nigidius hageni
- Nigidius helenae
- Nigidius helleri
- Nigidius himalayae
- Nigidius hysex
- Nigidius impressicollis
- Nigidius inouei
- Nigidius intermedius
- Nigidius kinabaluensis
- Nigidius kolbei
- Nigidius krausei
- Nigidius laevicollis
- Nigidius laevigatus
- Nigidius lamottei
- Nigidius laoticus
- Nigidius laticornis
- Nigidius lemeei
- Nigidius lettowvorbecki
- Nigidius lewisi
- Nigidius lichtensteini
- Nigidius mazoensis
- Nigidius medimniensis
- Nigidius miwai
- Nigidius mydoni
- Nigidius naingi
- Nigidius neglectus
- Nigidius negus
- Nigidius nitidus
- Nigidius obesus
- Nigidius oblongus
- Nigidius oxyotus
- Nigidius perforatus
- Nigidius phaedimothorax
- Nigidius punctiger
- Nigidius rhodesianus
- Nigidius rondoni
- Nigidius seguyi
- Nigidius semicariosus
- Nigidius splendens
- Nigidius sticheri
- Nigidius stuhlmanni
- Nigidius sukkiti
- Nigidius svenjae
- Nigidius taurus
- Nigidius walterianus